# Euchilia subcostata
Euchilia subcostata är en skalbaggsart som beskrevs av Leon Fairmaire 1903. Euchilia subcostata ingår i släktet Euchilia och familjen Cetoniidae. Inga underarter finns listade i Catalogue of Life.